# АуСен сир Си
АуСен сир Си (фр. AouSainte-sur-Sye) насеље је и општина у источној Француској у региону Рона-Алпи, у департману Дром која припада префектури Ди.
По подацима из 2011. године у општини је живело 2382 становника, а густина насељености је износила 132,48 становника/km². Општина се простире на површини од 17,98 km². Налази се на средњој надморској висини од 215 метара (максималној 841 m, а минималној 186 m).

## Демографија
| 1962. | 1968. | 1975. | 1982. | 1990. | 1999. | 2011. |
| ----- | ----- | ----- | ----- | ----- | ----- | ----- |
| 1.317 | 1.317 | 1.565 | 1.753 | 1.820 | 1.989 | 2.382 |

График промене броја становника у току последњих година